# 茭道镇
茭道镇，中国浙江省金华市武义县下辖的一个镇。

## 行政区划
下辖以下地区：
东莹社区、上茭道村、沈家村、下茭道村、董村、罗山村、上下坑村、南仓村、蒋马洞村、朱王村、麻栗畈村、沙溪村和胡宅垄村。